# Чушенко Владислав Сергійович
Владислав Сергійович Чушенко (нар. 27 жовтня 2000, Київ, Україна) — український футболіст, захисник клубу  «Поділля».

## Життєпис
Народився в Києві. У ДЮФЛУ виступав за столичні клуби «Арсенал» та ЦСКА, а також за ковалівський «Колос».
У сезоні 2019/20 років виступав за «Колос» у молодіжному чемпіонаті України. У вересні 2020 року залишив ковалівський клуб та перейшов у «Минай». Сезон 2020/21 років також розпочав у молодіжному чемпіонаті України, але з зими 2021 року почав потрапляти до заявки першої команди клубу. Дебютував за головну команду «Минаю» 9 травня 2021 року в програному (1:2) домашньому поєдинку 26-го туру Прем'єр-ліги проти полтавської «Ворскли». Владислав вийшов на поле на 46-ій хвилині, замінивши Сіака Баґайоко.